# Rotenburg (Wümme)
Rotenburg (Wümme) är en stad i Landkreis Rotenburg i det tyska förbundslandet Niedersachsen. Rotenburg, som är beläget vid floden Wümme, har cirka 23 000 invånare.